# Przypadek Dory

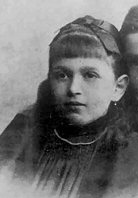
Ida Bauer (zdjęcie z 1889 roku)

Przypadek Dory – kliniczny przypadek Idy Bauer (1882–1945), badany i opisany przez Freuda. Historię choroby Freud spisał w roku 1901, a opublikował w roku 1905 pt. Fragment analizy pewnej histerii (Bruchstück einer Hysterie-Analyse).

## Powstanie historii choroby
25 stycznia 1901 roku Freud donosił w liście do Wilhelma Fliessa: „Ukończyłem wczoraj Traum und Hysterie...”, tak właśnie pierwotnie zatytułował tę pracę, o czym sam pisze w przedmowie, i kontynuuje: „Jest to fragment analizy pewnej histerii, w której wszystkie wyjaśnienia grupują się wokół dwóch marzeń sennych, a zatem właściwie ciąg dalszy książki o snach”.
30 stycznia 1901 roku Freud pisał w kolejnym liście do Fliessa: „Mam nadzieję, że Traum und Hysterie Cię nie rozczaruje. Zasadniczo chodzi tu ciągle jeszcze o to, co psychologiczne, o wykorzystanie marzenia sennego, o kilka osobliwości myśli nieświadomych. Jeśli chodzi o to, co organiczne, pojawia się to tylko w perspektywie, a i to wyłącznie w odniesieniu do sfer erogennych i biseksualności. Cóż, nazwanie i rozpoznanie problemu to jedno, a przygotowanie bardziej szczegółowego przedstawienia to drugie. Chodzi tu o histerię z tussis nervosa i afonią, które można sprowadzić do charakteru cmokaczki, a w walczących ze sobą jej procesach myślowych główną rolę odgrywa opozycja pomiędzy jej skłonnością do mężczyzny i skłonnością do kobiety”.
Terapia Idy Bauer miała miejsce w roku 1900. Dora to pseudonim nadany pacjentce przez Freuda po pokojówce, która w tym czasie pracowała w jego domu. Pacjentka w wieku osiemnastu lat przybyła do doktora za namową jej ojca, żydowskiego przedsiębiorcy. Dora zachowywała się „osobliwie” i miała za sobą próbę samobójczą. Dla Freuda przypadek nie wyglądał na nic specjalnego, pacjentka wykazywała zwykłe objawy histerii.
Później sprawę opisywało wielu innych m.in.: Blum, Gallop, Gearhart, Jacobus, Lacan, Masson, Ramas, Rose, Decker.

## Opis przypadku
Historia choroby Idy Bauer, mimo początkowej diagnozy, okazała się dużym krokiem w formowaniu ogólnych założeń psychoanalizy.
Freud w następujący sposób scharakteryzował dziewczynę, gdy ujrzał ją po raz pierwszy: „Nasza pacjentka, którą od tej chwili określać będę imieniem Dory, już w wieku ośmiu lat wykazywała objawy nerwicowe. Zapadła wówczas na stałe, nasilające się ataki duszności, które po raz pierwszy pojawiły się po krótkiej wycieczce w góry, toteż kojarzono je z przemęczeniem... Ujrzałem ją po raz pierwszy na początku lata: pojawiła się jako szesnastolatka cierpiąca na ataki kaszlu, zachrypnięta – już wtedy zaproponowałem jej psychoterapię, od której odstąpiłem, gdy i ten dłuższy atak przeszedł sam z siebie”.
Objawy Dory to:
- problemy z oddychaniem, histeryczne krztuszenie się,
- depresja,
- unikanie kontaktu z ludźmi,
- zasłabnięcia,
- afonia.

Według Freuda na kondycję histeryczną wpłynęła sytuacja rodzinna, dokładniej zaś romans ojca z żoną (panią K.) przyjaciela rodziny (pana K.) i propozycje seksualne wysuwane przez owego przyjaciela. Niemałą rolę odegrały w tym również inne czynniki: zakochanie w ojcu, rywalizacja z matką o ojca, zakochanie w pani K., rywalizacja z panią K. o względy pana K., którego Dora, mimo że się w nim kochała, publicznie oskarżała o próbę gwałtu. Sprawę komplikowały jeszcze inne czynniki: choroba ojca i trudności finansowe rodziny, które pchnęły ojca do podjęcia próby samobójczej – powstrzymała go przed nią pani K.
Jak z tego wynika, przypadek ten nie był bynajmniej jednoznaczny i prosty, a udział w symptomatyce tych tak wielu – często sprzecznych ze sobą – czynników nie ułatwiał terapii. Dodać do tego należy, że na podstawie relacji samej pacjentki można było mieć wątpliwości, co właściwie jest jej (histeryczną) fantazją, a co opisem rzeczywistości. Przypadek nie został rozwiązany z powodu zerwania leczenia przez pacjentkę, najprawdopodobniej z powodu przeniesienia.
Przypadek okazał się interesujący ze względu na efekt przeniesienia, czyli przenoszenia emocji z właściwego obiektu na terapeutę. Dzięki tej sprawie Freud zwrócił uwagę na znaczenie analizy snów. Opis leczenia stał się przedmiotem krytyki ze strony kół feministycznych. Krytyce poddano zarówno stronniczą argumentację Freuda co do źródeł histerii, jak i brak profesjonalizmu oraz rzekome zauroczenie wdziękami pacjentki.

## Znani pacjenci Freuda
- Anna O. = Bertha Pappenheim (1859–1936)
- Cäcilie M. = Anna von Lieben
- Dora = Ida Bauer (1882–1945)
- Frau Emmy von N. = Fanny Moser
- Fräulein Elizabeth von R.
- Fräulein Katharina = Aurelia Kronich
- Fräulein Lucy R.
- człowiek od szczurów = Ernst Lanzer (1878–1914)
- człowiek od wilków = Siergiej Pankiejew (1887–1979)
- Mały Hans = Herbert Graf (1903–1973)